# Roberta Rambelli
Roberta Rambelli, pseudonimo di Jole Rambelli (Cremona, 1928 – 5 gennaio 1996), è stata una traduttrice, scrittrice e curatrice editoriale italiana. È stata una delle principali traduttrici letterarie italiane. È ricordata anche come una delle prime scrittrici italiane di fantascienza (utilizzando vari pseudonimi tra cui Robert Rainbell) e come una delle personalità più influenti per l'affermazione di questo genere narrativo in Italia.

## Biografia
Il suo nome di nascita era Jole Rambelli; spesso è indicata come Roberta Rambelli Pollini dal cognome del marito Alfredo Pollini.
Roberta Rambelli iniziò la sua carriera letteraria nel campo della fantascienza, principalmente come traduttrice di scrittori statunitensi e inglesi, ma anche come autrice di romanzi e racconti, per lo più dietro uno pseudonimo maschile, come era comune negli anni sessanta per gli autori italiani di quel genere. Il più noto è "Robert Rainbell", ma ha utilizzato anche i nomi di Rocky Docson, Hunk Hanover, Joe C. Karpati, Jgor Latychev, R. R., John Rainbell, A. Robert. Pubblicò tra il 1959 e il 1961 numerosi romanzi nella collana I Romanzi del Cosmo della Ponzoni Editore.
Fu anche curatrice nel 1964 di Galaxy, edizione italiana della rivista statunitense Galaxy Science Fiction, dal 1962 al 1965 della collana parallela di romanzi di fantascienza Galassia, e creò la collana Science Fiction Book Club, che diresse dal 1963 al 1974, sempre per la Casa Editrice La Tribuna di Piacenza. Ha pubblicato molta saggistica, oltre a Galaxy, anche nella collana parallela La bussola.
Anche come traduttrice ha usato vari pseudonimi: G.P. Errani, C. Gavioli, M. Gavioli, Romolo Minelli, Lucia Morelli, Lucia Moretti, G. Pollini, Lella Pollini, Jole Luisa Rambelli, Luciano Torri (usato anche in collaborazione con Ugo Malaguti o separatamente).
Secondo Ugo Malaguti fu "una donna che ha saputo rivoluzionare completamente un intero settore letterario nel breve spazio di qualche anno, la persona senza la quale, forse, nessuno di noi sarebbe apparso sulla scena, e senza la quale l'editoria di science fiction italiana avrebbe seguito chissà quali e diverse strade. Roberta Rambelli aveva abbandonato il settore già da molti anni. Era diventata la più famosa traduttrice letteraria italiana, i grandi editori le affidavano i best seller, i libri più importanti, gli autori più famosi. […] Roberta Rambelli cambiò tutto. […] si trovò in mano, senza neppure chiederla, la direzione sia della Galaxy italiana, sia di Galassia […] ebbe la formidabile intuizione di identificare nella science fiction [...] la più alta espressione della letteratura nel nostro secolo, l'unica forma di letteratura realistica destinata a condizionare il proseguimento dell'esperienza letteraria, la risposta all'antico conflitto delle due culture."
Sulla sua attività di traduttrice Roberta Rambelli ha scritto: "solo per l'anno 1990 sui 56 romanzi stranieri più venduti in Italia secondo la Demoskopea, 7 sono stati tradotti da me".
Riguardo agli autori di fantascienza ha scritto:

## Opere
(elenco parziale)

### Romanzi
- I creatori di mostri, 1959, Cosmo 33, Ponzoni Editore; 1963, in I creatori di mostri L'impero dei traders, Cosmo. I Capolavori della fantascienza 16, Ponzoni Editore; 2007, Urania Collezione 051, Arnoldo Mondadori Editore
- Le stelle perdute, 1960, Cosmo 43, Ponzoni Editore; 1963, in Le stelle perdute Sparvius e ritorno, Cosmo. I Capolavori della fantascienza 21, Ponzoni Editore
- Oltre il domani (romanzo breve), 1960, Cosmo 46, Ponzoni Editore; 1963, in La scimmia d'oro Oltre il domani, Cosmo. I Capolavori della fantascienza 22, Ponzoni Editore
- I demoni di Antares, 1960, Cosmo 47, Ponzoni Editore; 1963, in I demoni di Antares Il segreto di Zi, Cosmo. I Capolavori della fantascienza 23, Ponzoni Editore
- Dodicesimo millennio, 1960, Cosmo 51, Ponzoni Editore; 1963, in Dodicesimo millennio Agonia della Terra, Cosmo. I Capolavori della fantascienza 25, Ponzoni Editore; 1977, Spazio 2000 5, Editrice Il Picchio; 1979, in L'anello intorno al sole, Dodicesimo millennio, Raccolta "Spazio 2000" 2, Editrice Il Picchio
- Perché la Terra viva, 1960, Cosmo 54, Ponzoni Editore; 1963, in I titani dell'energia Perché la Terra viva, Cosmo. I Capolavori della fantascienza 26, Ponzoni Editore
- Alla deriva nello spazio, Milano, Ponzoni, 15 settembre 1960 (collana "I romanzi del Cosmo", 59);[9] poi in Alla deriva nello spazio - Tempo zero, Milano, Ponzoni, 1964 (collana "Cosmo. I capolavori della fantascienza", 29).
- Uno straniero da Thule, 1960, Cosmo 61, Ponzoni Editore; 1964, in Uno straniero da Thule Eco nel tempo, Cosmo. I Capolavori della fantascienza 30, Ponzoni Editore
- I giorni di Uskad, 1960, Cosmo 64, Ponzoni Editore; 1964, Cosmo. I Capolavori della fantascienza 31, Ponzoni Editore
- Senza orizzonte, Milano, Ponzoni, 28 febbraio 1961 (collana "I romanzi del Cosmo", 70);[10] poi in Senza orizzonte - Terrore sul mondo, Milano, Ponzoni, 1964 (collana "Cosmo. I capolavori della fantascienza", 35).
- Astronave interstellare, 1961, Cosmo 75, Ponzoni Editore; 1964, in Il cervello infinito Astronave interstellare, Cosmo. I Capolavori della fantascienza 34, Ponzoni Editore
- Il libro di Fars, Piacenza, Casa Editrice La Tribuna, 1961 (collana "Galassia", 11).
- Le tre città di Hagen (romanzo breve); 1962, Super Spazio 9, Editrice Minerva
- La pietra di Gaunar, Piacenza, Casa Editrice La Tribuna, 1961 (collana "Galassia", 63).
- Il ministero della felicità, Piacenza, Editrice La Tribuna, 1972 (collana "Galassia", 162); poi in Il corridoio nero - Il ministero della felicità, Piacenza, Casa Editrice La Tribuna, 1978 (collana "Bigalassia", 41).
- Profilo in lineare B, 1980, Slan. Il Meglio della Fantascienza 52, Libra Editrice
- L'impero di Isher (Empire of Isher, 1982) con A. E. Van Vogt; 1982, in Le armi di Isher. Parte seconda, I Classici della Fantascienza 70, Libra Editrice (sulla base di una traccia concordata con van Vogt[11])
- Isher contro Isher (The Weapon Makers' War, 1982) con A. E. Van Vogt; 1982, in Le armi di Isher. Parte seconda, I Classici della Fantascienza 70, Libra Editrice (sulla base di una traccia concordata con van Vogt[11])

## Racconti
- Parricidio, 1961

### Traduzioni
- Isaac Asimov, Struttura anomala (Profession and The Dead Past), Traduzione di R. Rambelli, Piacenza, Casa Editrice La Tribuna, 15 ottobre 1962 (collana "Galassia", 22).
- Fritz Leiber, Le argentee teste d'uovo (The Silver Eggheads), Traduzione di R. Rambelli, Piacenza, Casa Editrice La Tribuna, 15 maggio 1964 (collana "Science Fiction Book Club", I, 4).
- Philip José Farmer, L'inferno a rovescio (Inside Outside), Traduzione di Roberta Rambelli, Piacenza, Casa Editrice La Tribuna, 1º gennaio 1966 (collana "Galassia", 61).
- Edgar Pangborn, Il giudizio di Eva (The Judgment of Eve), Traduzione dall'inglese di Roberta Rambelli, Piacenza, Casa Editrice La Tribuna, 1971 (collana "Galassia", 133).
- Frank Herbert, Gli occhi di Heisenberg (The Eyes of Heisenberg), Traduzione dall'inglese di Roberta Rambelli, Piacenza, Casa Editrice La Tribuna, 1971 (collana "Galassia", 139).
- Cyril M. Kornbluth, Gli idioti in marcia, Traduzione dall'inglese di Roberta Rambelli, Piacenza, Casa Editrice La Tribuna, 1971 (collana "Galassia", 141).
- F. Pratt & L. Sprague de Camp, Le dimensioni del sogno (The Carnelian Cube), Traduzione di Roberta Rambelli, Piacenza, Casa Editrice La Tribuna, 1971 (collana "Galassia", 146).
- Robert F. Young, Trenta giorni aveva settembre, Traduzione dall'inglese di Roberta Rambelli, Piacenza, Casa Editrice La Tribuna, 1971 (collana "Galassia", 151).
- Poul Anderson, Tre cuori e tre leoni (Three Hearts and Three Lions), Traduzione dall'inglese di Roberta Rambelli, Piacenza, Casa Editrice La Tribuna, 1971 (collana "Galassia", 153).
- Robert A. Heinlein, Rivolta 2100 (Revolt in 2100), Traduzione dall'inglese di Roberta Rambelli, Piacenza, Casa Editrice La Tribuna, 1971 (collana "Galassia", 156).
- Robert F. Young, Una coppa piena di stelle (A Glass of Stars), Traduzione dall'inglese di Roberta Rambelli, Piacenza, Casa Editrice La Tribuna, 1972 (collana "Galassia", 158).
- Michael Moorcock, Il veliero dei ghiacci (The Ice Schooner), Traduzione dall'inglese di Roberta Rambelli, Piacenza, Casa Editrice La Tribuna, 1972 (collana "Galassia", 163).
- Philip K. Dick, I nostri amici di Frolix 8 (Our Friends from Frolix 8), Traduzione dall'inglese di Roberta Rambelli, Piacenza, Casa Editrice La Tribuna, 1972 (collana "Galassia", 166).
- Dean R. Koontz, La sinfonia delle tenebre (The Dark Symphony), Traduzione di Roberta Rambelli, Piacenza, Casa Editrice La Tribuna, 1972 (collana "Galassia", 169).
- Keith Laumer, Il nostro uomo per Ganimede (Our man for Ganymede), Traduzione di Roberta Rambelli, Piacenza, Casa Editrice La Tribuna, 1972 (collana "Galassia", 176).
- R. Margroff e P. Anthony, Quel caro bruco ereditario (The E.S.P. Worm), Traduzione dall'inglese di Roberta Rambelli, Piacenza, Casa Editrice La Tribuna, 1972 (collana "Galassia", 177).
- John Brunner, Sotto il segno di Marte (Born under Mars), Traduzione di Roberta Rambelli, Piacenza, Casa Editrice La Tribuna, 1973 (collana "Galassia", 184).
- Anne McCaffrey, La nave che cantava (The Ship Who Sang), Traduzione di Roberta Rambelli, Piacenza, Casa Editrice La Tribuna, 1973 (collana "Galassia", 185).
- Ron Goulart, Dopo la catastrofe (After Things Fell Apart), Traduzione di Roberta Rambelli, Piacenza, Casa Editrice La Tribuna, 1976 (collana "Galassia", 214).
- James H. Schmitz, Il gioco del leone (The Lion Game), Traduzione di Roberta Rambelli, Piacenza, Casa Editrice La Tribuna, 1976 (collana "Galassia", 215).
- David G. Compton, I missionari (The Missionaries), Traduzione di Roberta Rambelli, Piacenza, Casa Editrice La Tribuna, 1976 (collana "Galassia", 218).
- Guy Snyder, L'ultimo testamento (Testament XXI), Traduzione di Roberta Rambelli, Piacenza, Casa Editrice La Tribuna, 1976 (collana "Galassia", 219).
- Raphael A. Lafferty, Le scogliere della Terra (The Reefs of Earth), Traduzione di Roberta Rambelli, Piacenza, Casa Editrice La Tribuna, 1976 (collana "Galassia", 222).
- Sam J. Lundwall, King Kong blues (2018 A.D. or The King Kong Blues), Traduzione di Roberta Rambelli, Piacenza, Casa Editrice La Tribuna, 1978 (collana "Galassia", 229).